# Epidendrum armeniacum
Epidendrum armeniacum là một loài lan trong phân họ Epidendroideae, thường được tìm thấy ở Bolivia (gồm các vùng Cochabamba và La Paz), Brasil, Ecuador, và Peru, tại độ cao 1–2 km.